# 高島利雄
高島 利雄（たかしま としお、1923年12月9日 - ）は、日本映画の照明技師、日本映画テレビ照明協会顧問。富山県出身。

## 経歴
1940年に東京電気学校電気科を卒業。戦前は北辰電機製作所に入社するが、胸を悪くし解雇される。1945年の終戦後、近隣に東宝の関係者が多く住んでいたことから、知人の紹介により東宝に照明助手として入社。1947年、映画『四つの恋の物語』より照明助手を務める。1957年に照明技師に昇格。後に専属契約を経て、1980年にフリーとなる。その後、日本映画テレビ照明協会の事務局長から副会長、雑誌「映像照明」の編集長を勤めた。

## 代表作
| 公開年 | 公開年   | 作品名                                     | 製作（配給）                                 | 役職               |
| ------ | -------- | ------------------------------------------ | -------------------------------------------- | ------------------ |
| 1947年 | 3月11日  | 四つの恋の物語                             | 東宝                                         | 照明助手           |
| 1953年 | 9月15日  | 花の中の娘たち                             | 東宝                                         | 照明助手（チーフ） |
| 1954年 | 9月26日  | 宮本武蔵                                   | 東宝                                         |                    |
| 1957年 | 8月27日  | 東北の神武たち                             | 東宝                                         | 照明助手           |
| 1957年 | 9月15日  | 夕凪                                       | 宝塚映画 （東宝）                            | 照明               |
| 1957年 | 9月17日  | どん底                                     | 東宝                                         | 照明助手           |
| 1958年 | 1月9日   | 負ケラレセン勝マデハ                       | 東京映画 （東宝）                            | 照明               |
| 1958年 | 3月5日   | 二人だけの橋                               | 東宝                                         | 照明               |
| 1958年 | 5月26日  | 結婚のすべて                               | 東宝                                         | 照明               |
| 1958年 | 7月22日  | 旅姿鼠小僧                                 | 東宝                                         | 照明               |
| 1958年 | 9月30日  | 大学の人気者                               | 東宝                                         | 照明               |
| 1959年 | 1月22日  | こだまは呼んでいる                         | 東宝                                         | 照明               |
| 1959年 | 3月21日  | 鉄腕投手 稲尾物語                          | 東宝                                         | 照明               |
| 1959年 | 8月9日   | 新・三等重役                               | 東宝                                         | 照明               |
| 1959年 | 9月8日   | ある日わたしは                             | 東宝                                         | 照明               |
| 1959年 | 9月20日  | サラリーマン十戒                           | 東宝                                         | 照明               |
| 1960年 | 1月9日   | サラリーガール読本 むだ口 かげ口 へらず口  | 東宝                                         | 照明               |
| 1960年 | 2月2日   | 僕は独身社員                               | 東宝                                         | 照明               |
| 1960年 | 7月12日  | 夜の流れ                                   | 東宝                                         | 照明               |
| 1960年 | 7月31日  | 大学の山賊たち                             | 東宝                                         | 照明               |
| 1960年 | 12月11日 | ガス人間第1号                              | 東宝                                         | 照明               |
| 1961年 | 1月26日  | 出世コースに進路を取れ                     | 東宝                                         | 照明               |
| 1961年 | 2月14日  | 南の風と波                                 | 東宝                                         | 照明               |
| 1961年 | 2月21日  | サラリーマン 奥様心得帖                    | 東宝                                         | 照明               |
| 1961年 | 7月30日  | アワモリ君売出す                           | 東宝                                         | 照明               |
| 1961年 | 7月30日  | モスラ                                     | 東宝                                         | 照明               |
| 1961年 | 10月8日  | アワモリ君乾杯!                            | 東宝                                         | 照明               |
| 1961年 | 11月12日 | 二人の息子                                 | 東宝                                         | 照明               |
| 1962年 | 3月21日  | 妖星ゴラス                                 | 東宝                                         | 照明               |
| 1962年 | 7月7日   | 重役候補生№1                               | 東宝                                         | 照明               |
| 1962年 | 8月11日  | キングコング対ゴジラ                       | 東宝                                         | 照明               |
| 1963年 | 1月15日  | 女に強くなる工夫の数々                     | 東宝                                         | 照明               |
| 1964年 | 2月29日  | 今日もわれ大空にあり                       | 東宝                                         | 照明               |
| 1964年 | 5月30日  | 君も出世ができる                           | 東宝                                         | 照明               |
| 1964年 | 9月19日  | 女体                                       | 東宝                                         | 照明               |
| 1965年 | 2月14日  | 暗黒街全滅作戦                             | 東宝                                         | 照明               |
| 1965年 | 8月25日  | 香港の白い薔薇                             | 東宝 台湾省電影製片廠 （東宝）               | 照明               |
| 1966年 | 1月3日   | 無責任清水港                               | 東宝 渡辺プロダクション （東宝）             | 照明               |
| 1966年 | 7月31日  | フランケンシュタインの怪獣 サンダ対ガイラ  | 東宝 ベネディクト・プロ （東宝）             | 照明               |
| 1967年 | 1月1日   | レッツゴー!若大将                          | 東宝 （東宝）                                | 照明               |
| 1967年 | 7月22日  | キングコングの逆襲                         | 東宝 ランキン・バス・プロダクション （東宝） | 照明               |
| 1968年 | 3月22日  | さらばモスクワ愚連隊                       | 東宝                                         | 照明               |
| 1968年 | 7月13日  | 年ごろ                                     | 東宝                                         | 照明               |
| 1969年 | 2月15日  | 愛のきずな                                 | 東宝 渡辺プロダクション （東宝）             | 照明               |
| 1969年 | 4月12日  | 二人の恋人                                 | 東宝                                         | 照明               |
| 1969年 | 8月1日   | 日本海大海戦                               | 東宝                                         | 照明               |
| 1970年 | 8月1日   | ゲゾラ・ガニメ・カメーバ 決戦!南海の大怪獣 | 東宝                                         | 照明               |
| 1970年 | 8月4日   | 赤頭巾ちゃん気をつけて                     | 東宝                                         | 照明               |
| 1971年 | 9月24日  | 潮騒                                       | 東宝                                         | 照明               |
| 1974年 | 6月15日  | 野獣死すべし 復讐のメカニック              | 東宝映画 （東宝）                            | 照明               |
| 1975年 | 3月15日  | 吶喊                                       | 喜八プロ （ATG）                             | 照明               |
| 1975年 | 3月15日  | メカゴジラの逆襲                           | 東宝映像 （東宝）                            | 照明               |
| 1975年 | 7月12日  | 東京湾炎上                                 | 東宝映画 東宝映像 （東宝）                   | 照明               |
| 1975年 | 11月1日  | はつ恋                                     | 東宝映画 （東宝）                            | 照明               |
| 1976年 | 5月29日  | スリランカの愛と別れ                       | 東宝映画 俳優座 （東宝）                     | 照明               |
| 1976年 | 12月11日 | 岸壁の母                                   | 東宝映画 （東宝）                            | 照明               |
| 1977年 | 5月28日  | 俺の空                                     | 東宝 東京ムービー新社                        | 照明               |
| 1977年 | 6月4日   | 八甲田山                                   | 橋本プロ 東宝映像 シナノ企画 （東宝）        | 照明               |

## 受賞歴
- 1991年 - 日本映画テレビ照明協会増谷賞